# 西夫基
50°1′33″N 26°14′37″E / 50.02583°N 26.24361°E
西夫基（烏克蘭語：Сивки），是烏克蘭西部的村莊，隸屬赫梅利尼茨基州的舍佩蒂夫卡區。該村始建於1787年，面積0.16平方公里，海拔高度298米，2001年人口459，人口密度每平方公里2,942.3人。